# گلیچ (موسیقی)
گلیچ (به انگلیسی: Glitch) یکی از سبک‌های موسیقی الکترونیک است که در دههٔ ۱۹۹۰ به وجود آمد. این سبک به‌عنوان سبکی توصیف می‌شود که وابسته به زیبایی شنیداری ساخت موسیقی از خرابی و شکست است. به صورتی که محور اصلی تولید موسیقی در این سبک تولید صداهایی بر اساس لغزش و خرابی لحظه‌ای یا دائمی سیستم‌های مکانیکی و رایانه‌ای است.

## گلیچ هاپ
گلیچ هاپ زیرسبکی از موسیقی گلیچ است. این سبک دربردارنده همان عناصر سبک گلیچ است، با این تفاوت که فضای موسیقی امروزی‌تر و مدرن‌تر شده است. در اواخر دهه ۲۰۰۰، فعالیت هنرمندان در سبک گلیچ هاپ، با توجه به گرایش آن‌ها به سبک‌های دیگر، بسیار کم شد. در آن زمان دابستپ یکی از محبوب‌ترین و پربازده‌ترین سبک‌های موسیقی رقص الکترونیک در آمریکا بود، از این رو بسیاری از هنرمندان سبک گلیچ هاپ شروع به خلق سبک جدیدی از موسیقی الکترونیک کردند که ترکیبی بود از ساختارهای زیبایی‌شناسی دابستپ و بعضی عناصر موسیقی گلیچ (ایده‌های خلاقانه، آزاد و بدون وابستگی، مکث‌ها، تکرار ضرب، صداهای معکوس و برش دادن نمونه‌های صدا). این هنرمندان به جای نام‌گذاری سبک جدیدی که شکل گرفته بود، همان نام (گلیچ هاپ) را برای این سبک حفظ کردند.

## هنرمندان مشهور
- آلوا نوتو
- فرانک برتشنایدر
- کیم کاسکون
- موکیرا
- اوال
- پان سونیک
- پریفیوز ۷۳
- ریوجی ایکدا
- ولادیسلاو دیلی
- کید ۶۰۶